# Серебрянское водохранилище (нижнее)
Серебря́нское водохрани́лище (Нижнесеребрянское водохранилище, Падунское водохранилище) — водохранилище на Кольском полуострове на реке Воронья (107—129 км от истока). Образовано в 1970—1972 годах плотиной Серебрянской ГЭС-2 в 26 км от устья.
Название по каскаду ГЭС и происходит от реки Серебряной. Альтернативное название по водопаду Большой Падун, который находится ниже ГЭС-2.
Площадь водного зеркала 25,5 км², объём 0,428 км³, длина 19 км, наибольшая ширина 1,5 км, наибольшая глубина 62 м, площадь водосборного бассейна — 9340 км². Осуществляет сезонное регулирование стока. В водохранилище впадают реки Эйнч, Новая, Туманная, Кумжа; ручьи Вуэскуай, Астафьев и другие.
При создании водохранилища было затоплено 10 га сельхозугодий.